# Türkmén férfi jégkorong-válogatott
A türkmén férfi jégkorong-válogatott Türkmenisztán nemzeti csapata, amelyet a Türkmén Jégkorongszövetség (türkménül: Türkmenistanyň milli buz hokkeý ýygyndysy) irányít. 
1954 és 1991 között a Szovjetunió része volt. Független államként az első mérkőzésüket 2017. február 18-án játszották. A 2018-as jégkorong-világbajnokságon csatlakoztak a nemzetközi mezőnyhöz. Legjobb eredményüket 2022-ben érték el, amikor összesítésben a 39. helyen (3. helye a divízió III/A csoportban) végeztek. Legjobb helyezésüket 2018-ban érték el, amikor összesítésben a 47. helyen (1. hely a divízió III selejtezőben) zárták a világbajnokságot.

## Eredmények

### Világbajnokság
- 1954–1991 – A  Szovjetunió része volt
- 1992–2017 – Nem vett részt
- 2018 – 47. hely (1. a Divízió III selejtezőben)
- 2019 – 43. hely (3. a Divízió III-ban)
- 2020 – Törölve a Covid19-pandémia miatt[1]
- 2021 – Törölve a Covid19-pandémia miatt[2]
- 2022 – 39. hely (3. a Divízió III/A csoportban)
- 2023 – 42. hely (2. a Divízió III/A csoportban)
- 2024 – 44. hely (4. a Divízió III/A csoportban)